# كرايغ لي
كرايغ لي (بالإنجليزية: Craig Lee)‏ هو لاعب غولف بريطاني، ولد في 9 مايو 1977 في إستيرلينغ في المملكة المتحدة.

## وصلات خارجية
- كرايغ لي على موقع رابطة أوروبا للاعبي الغولف المحترفين (الإنجليزية)
- كرايغ لي على موقع التصنيف العالمي الرسمي للغولف (الإنجليزية)